# Баркалов, Игорь Мстиславович
Игорь Мстиславович Баркалов (1935-2009) — российский химик, соавтор научного открытия.

## Биография
Родился 28 сентября 1935 года в Сормово, Горьковская область. Учился в московской школе № 69 (1943—1953).
Окончил химфак МГУ.
С февраля 1959 года младший научный сотрудник ИХФ АН СССР, лаборатория В. И. Гольданского.
В 1963 году защитил кандидатскую диссертацию. С 1964 года старший научный сотрудник в филиале лаборатории Гольданского в ОИХФ АН СССР.
В 1974 году защитил докторскую диссертацию.
В том же году возглавил только что созданную лабораторию криохимии и радиационной химии, заведовал ею до ноября 2003 года.
Руководил фундаментальными исследованиями по изучению механизмов криохимических процессов, приведшими к открытию реакций, протекающих вблизи абсолютного нуля температур.
Умер 4 января 2009 года.
Соавтор научного открытия: Явление полимеризации в ударной волне. В. И. Гольданский, В. Л. Тальрозе, А. Н. Дремин, П. А. Ямпольский, Г. А. Ададуров, А. Н. Михайлов, И. М. Баркалов, Т. Н. Игнатович. № 125 с приоритетом от 23 июня 1964 г.